# (1994) Shane
Pour les articles homonymes, voir Shane.
(1994) Shane (aussi nommé 1961 TE) est un astéroïde de la ceinture principale, découvert le 4 octobre 1961 à l'observatoire Goethe Link, à Brooklyn dans l'Indiana.
Il a été nommé en hommage à C. Donald Shane (en), deuxième directeur de l'AURA.